# Edouard Gantois
Edouard Gantois foi um notório traficante belga que atuou no tráfico de escravos na cidade de Salvador no século XIX, junto com  parceiros como o francês Guilhaume Pailhet e o britânico Henry Marbach, com quem dirigia uma empresa próspera com vários navios. Em Salvador, o Terreiro do Gantois ainda leva seu nome, uma vez que Edouard Gantois foi quem arrendou as terras a Maria Júlia da Conceição Nazareth, a fundadora do candomblé do Alto do Gantois.

## Biografia
Pouco se sabe sobre os detalhes da vida de Edouard Gantois. É certo, no entanto, que tenha nascido no final do século XVIII e que emigrou para o Brasil, onde estabeleceu uma firma comercial em Salvador, com agência na Rua d’Alfandega, na parte baixa da cidade. Foi ativo entre os anos de 1830 e 1850 principalmente no tráfico de escravos.